# Friedrich Figner
Friedrich Figner (2. prosince 1866 Milevsko – 19. ledna 1947 Rio de Janeiro), známý také jako Fred Figner, byl rakousko-uherský podnikatel a průkopník filmového a hudebního průmyslu v Jižní Americe.

## Životopis
Narodil se v Milevsku do židovské rodiny. Rodina emigrovala do Spojených států a v roce 1891 do brazilského Belému. Cestoval po mnoha oblastech Brazílie a pořádal veřejné výstavy Edisonova fonografu. O devět let později se usadil v Riu de Janeiru, kde v roce 1900 založil komerční nahrávací společnost Casa Edison. Tato společnost je považována za průkopníka v nahrávání a prodeji brazilské populární hudby. Založil také společnost Odeon, která se zabývala výrobou gramofonových desek.
V roce 1896 natočil filmy v Argentině. Tyto filmy jsou dodnes považovány za první filmy natočené v zemi. Zobrazovaly pamětihodnosti města Buenos Aires. Promítány byly v listopadu roku 1896.
Zemřel 19. ledna roku 1947 v Riu de Janeiru. Bylo mu 80 let.